# Đường ven biển Cam Ranh – Cà Ná

Đường ven biển Cam Ranh – Cà Ná, hay còn gọi là Đường ven biển Ninh Thuận, có tổng chiều dài 106 km, bắt đầu từ Cà Ná đến khu vực giáp ranh với thôn Mỹ Thanh, xã Cam Thịnh Đông, thành phố Cam Ranh, tỉnh Khánh Hòa. Tuyến đường khánh thành vào năm 2015 , có kết cấu mặt đường bê tông nhựa nóng. Dự án đầu tư xây dựng tuyến đường ven biển tỉnh Ninh Thuận có ý nghĩa rất to lớn về kinh tế, chính trị, văn hóa, quốc phòng - an ninh của tỉnh Ninh Thuận nói riêng và của khu vực nói chung. Đặc biệt, công trình cầu An Đông sẽ là một công trình có công năng hiện đại và là điểm nhấn của TP. Phan Rang – Tháp Chàm để phát triển du lịch của tỉnh.

## Lộ trình
Đường ven biển Ninh Thuận bắt đầu từ giao lộ với Quốc lộ 1 tại Cà Ná, huyện Thuận Nam, Ninh Thuận và điểm cuối giao với Quốc lộ 1 tại Cam Thịnh Đông, thành phố Cam Ranh, Khánh Hoà. Theo chiều từ Nam ra Bắc, tuyến đường bắt đầu từ Ngã 3 Cà Ná và đi qua huyện Thuận Nam, huyện Ninh Phước, thành phố Phan Rang - Tháp Chàm, huyện Ninh Hải, huyện Thuận Bắc (Ninh Thuận); kết thúc tại Ngã 3 Mỹ Thanh thuộc địa phận thành phố Cam Ranh (Khánh Hoà).